# Лоцманское судно

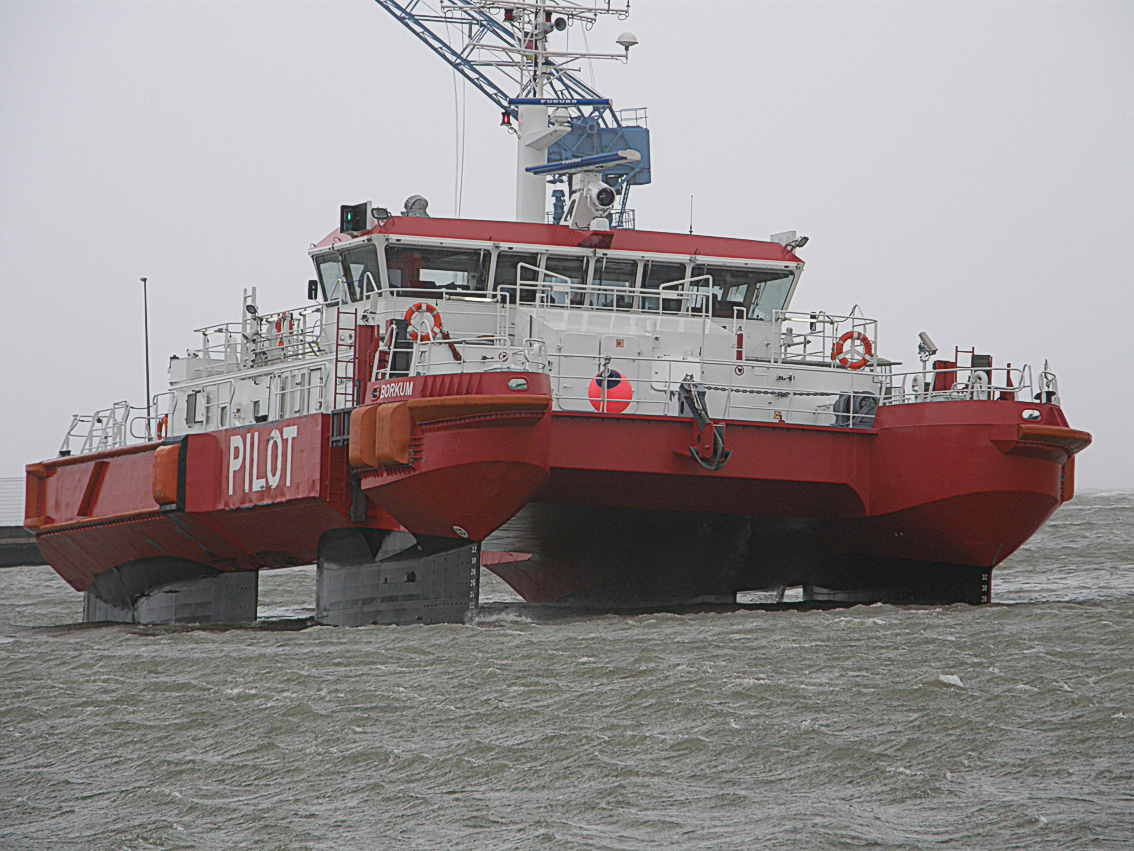
Borkum — лоцманское судно немецкой бухты

Ло́цманское су́дно — служебно-вспомогательное судно, предназначенное для оперативного лоцманского обслуживания транспортных судов в портах, а также на акваториях с длинной протяжённостью лоцманской проводки при любой погоде.

## Описание
Лоцманское судно представляет собой плавающую самоходную станцию со всеми нужными судовыми запасами, различными жилыми и служебными помещениями, которые обеспечивают комфортные условия проживания для дежурящих на судне лоцманов (от 20 до 35 человек), для представителей портовых властей, а также команды судна.
Лоцманские суда имеют высокую манёвренность и мореходность.
На лоцманском судне, как правило, установлены дизель-электрические или дизель-редукторные ЭУ (энергетические установки) с ВРШ (винт регулируемого шага); они обеспечивают как стабильный малый ход судна, так и изменение мощности в широком диапазоне.
Автономное плавание нынешних лоцманских судов не менее месяца; суда имеют водоизмещение до 1500 т., скорость от 13 до 14 уз., количество лоцманских ботов от 1 до 6. На некоторых таких судах предусмотрены площадки для посадки вертолётов.

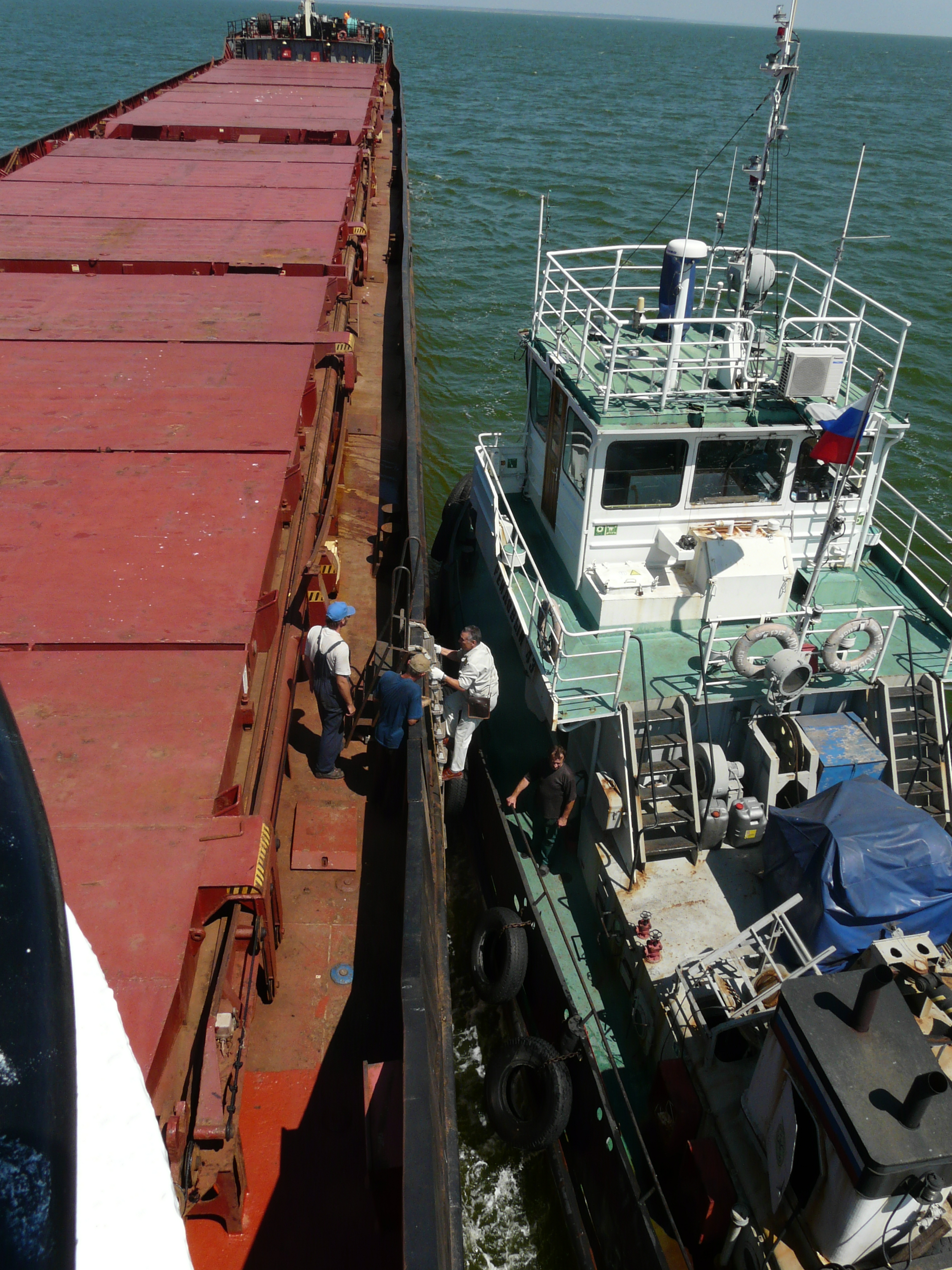
Лоцманский трап по правому борту. Лоцманский катер подошёл к правому борту судна (с правого борта). Лоцман поднимается по правому борту

## Функции
Функции лоцманского судна:
- доставка лоцманов на проходящие мимо корабли;
- передача лоцманов на корабли и снятие их с кораблей;
- лоцманская проводка кораблей;
- регулярное патрулирование района[1] [прояснить].